# Dialetti ischitani
I dialetti ischitani sono tipici dell'Isola d'Ischia e più o meno affini al napoletano. Se ne distinguono sette tipi fondamentali, ed i principali sono quelli di Forio e di Serrara Fontana.

## Storia
Giuseppe D'Ascia (1822-1889), autore dell'enciclopedia d'Ischia, affermava che le differenze dialettali erano dovute a diversi fattori come occupazioni, colonie, alleanze, prigionie, commercio e viaggi. Dal suo studio, i dialetti derivano da diversi popoli che popolarono le diverse zone dell'isola come i greci, i romani, gli osci, gli spagnoli, i siciliani, i napoletani.
Un altro a studiare i dialetti fu il professore di lingua Kaden Woldemar (1838-1907).
L'artista Giovanni Maltese (1852 – 1913) cercò di racchiudere tutti i dittonghi, trittonghi e iati dei dialetti.
Il poeta Giovanni Verde (1880-1956) approfondì e studio i diversi dialetti dell'isola.

## Esempi
Nel versante sud dell’isola, la caratteristica principale del dialetto è il frangimento vocale, mentre nel versante settentrionale è più simile al napoletano.
- fiérrë = ferro
- iuórrë = giorno
- sèirë o sàirë = sera
- sàule = sole
- lìte = dito
- nëpótë o nëpàutë = nipote
- fiddu (Serrara F.) o figghië (Forio) = figlio
- ddà (Serrara F.) o ghià (Forio) = là (avverbio di luogo)
- bèdde (Serrar F.) o bègghie (Forio) = bello
- cane (sing.)	 chène (plur.) = cane/i
- malète (masch.)	 malate (femm.) = malato/a